# East Garafraxa
East Garafraxa es un municipio canadiense situado en la provincia de Ontario.

## Superficie
East Garafraxa tiene una superficie de 166,5 km².

## Demografía
En 2021, tenía 2794 habitantes, una densidad poblacional de 16,8 hab./km², y 944 viviendas.